# Scáthach
Scáthach (['skaːθax], „schattig“) ist eine Sagenfigur aus der keltischen Mythologie Irlands.

## Mythologie
Scáthach, die Tochter von Ard-Greimne, war Kriegerprinzessin und Lehrmeisterin der Kampfkunst im Land der Schatten, einem Anderwelt-Königreich, das mit Alba (Schottland) in Verbindung gebracht wird.
Nach der irischen Legende Tochmarc Emire („Die Werbung um Emer“) war ihr berühmtester Schüler Cú Chulainn, der Hauptheld von Ulster, zusammen mit seinem späteren Gegner Fer Diad. Sie lehrte sie beide den berühmten Kampfsprung, übergab aber nur Cú Chulainn den Gae Bolga, der im Inneren seines Feindes dreißig Widerhaken ausklappen ließ, die den Bauch auseinanderrissen. Scáthachs Tochter Uathach war die Geliebte des Cú Chulainn während seiner Ausbildungszeit. Scáthach war besorgt um ihn, als er ihre Schwester Aoife zum Kampf herausforderte. Er besiegte Aoife jedoch durch eine List und machte sie später ebenfalls zu seiner Geliebten.
Im Gedicht Verba Scáthaige („Worte der Scáthach“) prophezeit sie in geheimnisvollen Wortwendungen Cú Chulainn den Verlauf und Ausgang des Táin Bó Cuailnge („Rinderraub von Cooley“).
Eine weitere Sagengestalt, die den Namen Scáthach trägt, erscheint Fionn mac Cumhaill und den Fianna, nachdem diese einen Eber erjagt haben. Fionn wird als Belohnung dafür, dass er den Eber laufen lässt, in einen Feenhügel eingeladen, wo er um die Hand der jungen Scáthach anhält. Doch damit war er glücklos. Sie spielte auf einer verzauberten Harfe und versetzte ihn und seine Männer in Schlaf. Kurz darauf erwachten sie an dem Ort, wo sie den Eber gefangen hatten und Scáthach war verschwunden. Inwieweit beide Sagengestalten übereinstimmen, ist unklar.